# Kleine Meers
Kleine Meers (Limburgs: Klein Meas) is een voormalig gehucht en nu een buurtschap in de gemeente Stein in Zuid-Limburg. Kleine Meers ligt als een eiland tussen het Julianakanaal en de Maas.
Het aan Kleine Meers vastgegroeide Meers werd vroeger ter onderscheid Groot Meers genoemd. Het Centraal Bureau voor de Statistiek rekent Kleine Meers bij de plaats Stein en Meers bij Elsloo.
Dorpen: Berg aan de Maas · Elsloo · Meers · Stein · Urmond

Buurtschappen, gehuchten en wijken: Catsop · De Weert · Kerensheide · Kleine Meers · Maasband · Nattenhoven · Nieuwdorp · Oud-Stein · Oud-Urmond · Stein-Centrum · Terhagen · Urmond-Oost · Veldschuur

Limburg: Steden en dorpen      Nederland: Provincies · Gemeenten